# أبطال العدالة
أبطال العدالة (بالكورية: 굿보이) هو مسلسل تلفزيوني كوري جنوبي، من كتابة لي داي إيل وإخراج شيم نا-إيون، ومن بطولة بارك بو غوم، كيم سو هيون، أوه جونغ سي، لي سانغ يي، هيو سونغ تاي، تاي وون سوك. عرض على قناة جي تي بي سي في 31 مايو، الى 20 يوليو 2025، وبث فترة السبت والأحد الساعة 22:40 (KST). وهو متاحً أيضًا للعرض على نتفليكس وديزني+ وتيفينج في كوريا، وعلى امازون فيديو عالميًا.

## ملخص
يحكي قصة أبطال الميداليات الأولمبية السابقين الذين أصبحوا ضباط شرطة من خلال تجنيد خاص.

## الطاقم
- بارك بو-غوم في دور يون دونغ جو[9]

يصبح الحائز على الميدالية الذهبية في الملاكمة سابقًا إلى ضابط شرطة في القوات الخاصة المعنية بجرائم العنف من خلال نظام التوظيف الخاص للحاصلين على الميداليات، والذي تم إحياؤه بعد 11 عامًا.
- كيم سو هيون في دور جي هان نا[9]

الحائزة على الميدالية الذهبية السابقة في الرماية، والتي كانت تسمى "إلهة الرماية" تصبح ضابط شرطة في القوات الخاصة لجرائم العنف.
- أوه جونغ سي في دور مين جو يونغ[9]

موظف مدني من الدرجة السابعة في دائرة الجمارك الكورية، حصل على الثناء من المفوض على اجتهاده وإخلاصه ولكنه يخفي رغبة كبيرة وراء ابتسامته الطيبة.
- لي سانغ يي في دور كيم جونغ هيون[9]

ضابط شرطة من القوات الخاصة، حاصل على الميدالية الفضية في المبارزة لكنه استقال بسبب الإصابة.
- هيو سونج تاي في دور جو مان سيك[9]

الحائز على الميدالية البرونزية في المصارعة، يصبح قائد فريق القوات الخاصة لجرائم العنف.
- تاي وون سيوك في دور شين جاي هونغ[9]

الحائز على الميدالية البرونزية في رمي الاقراص، اصبح ضابط شرطة في القوات الخاصة بقسم بجرائم العنف.

## المشاهدات
| الموسم | الموسم | رقم الحلقة | رقم الحلقة | رقم الحلقة | رقم الحلقة | رقم الحلقة | رقم الحلقة | رقم الحلقة | رقم الحلقة | رقم الحلقة | رقم الحلقة | رقم الحلقة | رقم الحلقة | رقم الحلقة | رقم الحلقة | رقم الحلقة | رقم الحلقة  | المتوسط     |
| الموسم | الموسم | 1          | 2          | 3          | 4          | 5          | 6          | 7          | 8          | 9          | 10         | 11         | 12         | 13         | 14         | 15         | 16          | المتوسط     |
| ------ | ------ | ---------- | ---------- | ---------- | ---------- | ---------- | ---------- | ---------- | ---------- | ---------- | ---------- | ---------- | ---------- | ---------- | ---------- | ---------- | ----------- | ----------- |
|        | 1      | 1.169      | 1.320      | 1.436      | 1.426      | 1.489      | 1.564      | 1.565      | 1.595      | 1.403      | 1.559      | 1.349      | 1.370      | 1.715      | 1.725      | 1.588      | ستُعلن لاحقًا | ستُعلن لاحقًا |

| رقم   | تاريخ البث    | تقييمات (نيلسن كوريا) | تقييمات (نيلسن كوريا) |
| رقم   | تاريخ البث    | على الصعيد الوطني     | سيئول                 |
| ----- | ------------- | --------------------- | --------------------- |
| 1     | 31 مايو 2025  | 4.813%                | 5.744%                |
| 2     | 1 يونيو 2025  | 5.251%                | 5.589%                |
| 3     | 7 يونيو 2025  | 5.594%                | 5.405%                |
| 4     | 8 يونيو 2025  | 5.318%                | 5.784%                |
| 5     | 14 يونيو 2025 | 5.940%                | 5.660%                |
| 6     | 15 يونيو 2025 | 6.210%                | 5.917%                |
| 7     | 21 يونيو 2025 | 6.363%                | 6.076%                |
| 8     | 22 يونيو 2025 | 6.423%                | 6.483%                |
| 9     | 28 يونيو 2025 | 5.723%                | 5.602%                |
| 10    | 29 يونيو 2025 | 6.079%                | 5.987%                |
| 11    | 5 يوليو 2025  | 5.443%                | 5.063%                |
| 12    | 6 يوليو 2025  | 5.532%                | 4.910%                |
| 13    | 12 يوليو 2025 | 6.663%                | 6.487%                |
| 14    | 13 يوليو 2025 | 6.642%                | 6.943%                |
| 15    | 19 يوليو 2025 | 6.616%                | 6.308%                |
| 16    | 20 يوليو 2025 |                       |                       |
| متوسط | متوسط         | _                     | _                     |

## الإنتاج

### ينتج
في فبراير 2021، تم الإعلان عن "فتى جيد" كجزء من تشكيلة الدراما لإستوديو أند نيوز ، وهو من كتابة لي داي-ايل، الذي كتب الحياة على المريخ (2018) والموسمين الأول والثاني من مدير العمليات (2019). واخراج شيم نا-يون، اعمالها ما وراء الشر (2021)، الأم الطيبة السيئة (2022)، وانتاجه بتعاون مع شركة JTBC التابعة SLL بجانب استوديو بيت الدراما.
وفقًا لـ جوي نيوز 24، سيعقد الممثلون وطاقم العمل قراءة كاملة للسيناريو في 21 مارس 2024.

### تصوير
بدأ التصوير الرئيسي في أواخر مارس 2024.
في 28 أغسطس 2024، تم الإبلاغ عن تعليق التصوير مؤقتًا بعد تعرض بارك لإصابة طفيفة في ساقه أثناء قيامه بمشهد أكشن في بوسان وتلقي العلاج بالفعل في مستشفى في سيول.

## روابط خارجية
- أبطال العدالة على موقع IMDb (الإنجليزية)
- أبطال العدالة على موقع روتن توميتوز (الإنجليزية)
- أبطال العدالة على موقع نتفليكس (الإنجليزية)
- أبطال العدالة على موقع فيلمافينيتي (الإسبانية)
- أبطال العدالة على موقع قاعدة بيانات الفيلم (الإنجليزية)
- أبطال العدالة على هانسينما